# NGC 1241
NGC 1241 је спирална галаксија у сазвежђу Еридан која се налази на NGC листи објеката дубоког неба.
Деклинација објекта је - 8° 55' 20" а ректасцензија 3h 11m 14,6s. Привидна величина (магнитуда) објекта NGC 1241 износи 12,2 а фотографска магнитуда 13,0. Налази се на удаљености од 45,109 милиона парсека од Сунца. NGC 1241 је још познат и под ознакама MCG -2-9-11, VV 334, ARP 304, IRAS 03088-0906, PGC 11887.